# Salzgitter
Salzgitter (pronunciación en alemán: /zalt͡sˈɡɪtɐ/ⓘ) es una ciudad al norte de Alemania dentro de la Braunschweiger Land y al sudeste de Baja Sajonia. Posee cerca de 108.116 Habitantes sobre una superficie de 223,96 km² (Catastro de: 30 de septiembre de 2005). 
Salzgitter se originó como un conglomerado de varias pequeñas ciudades y pueblos, y que hoy se compone de 31 municipios, que son aglomeraciones urbanas relativamente compactas con grandes extensiones de campo abierto entre ellas. 
La principal calle comercial de la ciudad se encuentra en el barrio de Lebenstedt, y el distrito central de negocios se halla en la ciudad de Salzgitter-Bad. La ciudad está conectada al Canal Weser-Elba (en alemán Mittellandkanal) y al Seitenkanal Elba mediante un ramal. 
Las ciudades más cercanas son Brunswick, a unos 23 km al noreste, y Hanóver, a 51 kilómetros al noroeste. La población de la ciudad de Salzgitter ha superado los 100.000 habitantes desde su fundación en 1942 (que hizo de ella una ciudad "Großstadt" en contraste con una ciudad "Stadt" por la definición del alemán), cuando todavía se decía Watenstedt-Salzgitter. Junto a Wolfsburgo, Leverkusen y Eisenhüttenstadt, Salzgitter es una de las pocas ciudades de Alemania fundadas durante el siglo XX. 